# أساطير لوسيتانية
الأساطير اللوسيتانية (بالإنجليزية: Lusitanian mythology)‏ هي أساطير شعبٍ هندوــ أوروبي كانوا يعيشون في شبه الجزيرة الايبيرية في منطقة تُسمى لوسيتانيا والتي أصبحت، فيما بعد، مقاطعة رومانية.
أثرت، آلهة لوسيتانيا، تأثيرًا كبيرًا على جميع الشعائر الدينية في غرب إيبيريا، وتحديدًا، في غالايسيا. وقد تداخلت واختلطت، هذه الآلهة، مع الآلهة الرومانية بعد غزو لوسيتانيا. ومؤخرًا، شُرِعَ في تمييز السمة الفاسكونية في هذه الآلهة المختلطة؛ لتمييزها عن بعضها البعض.

## مجمع الآلهة
هناك آلهة قد نالت من الشهرة ما جعلها عصية على الاختلاط وتشوه سماتها وانفلاتها من ذاكرة اللوسيتانيين بعد الغزو الروماني، ومنهم: أتايجينا، إندوفيليسوس، نابيا، وتريبارونا.

### تفاصيل الآلهة
إندوفيليسوس: كان إله الشفاء ولديه أيضا مهاما روحية. ويبدو أنه كان إلهًا صغيرًا في الأصل، ولكنه أصبح شائعًا بشكل استثنائي بعد الاستعمار الروماني.

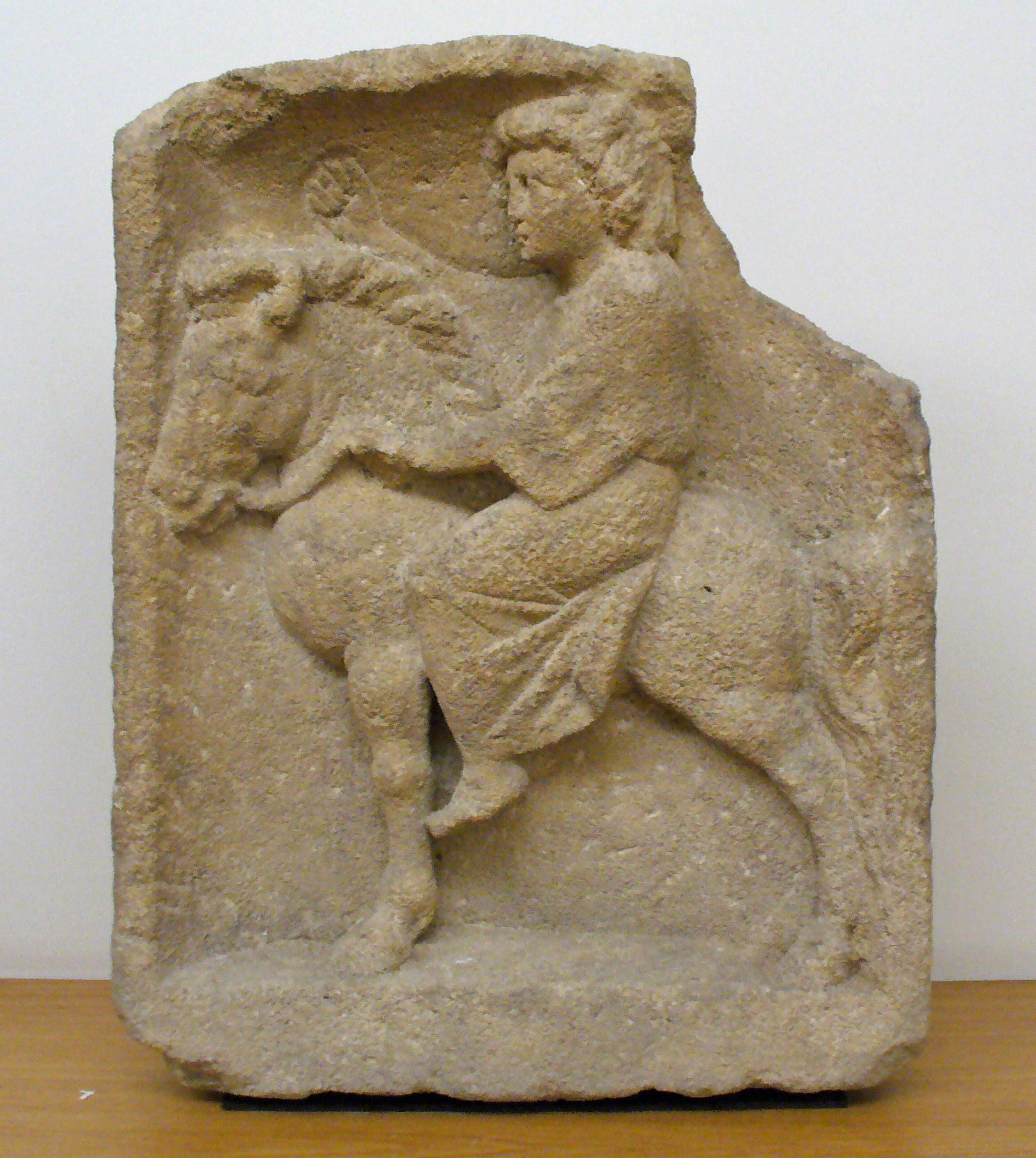
إبونا، القرن الثاني أو الثالث الميلادي، من كونترن، لوكسمبورغ (المتحف الوطني للفنون والتاريخ، مدينة لوكسمبورغ).

إبونا: كانت إلهة الخصوبة بشكل خاص، والوفرة، وحامية للخيول والمهور والحمير والبغال. وقد تكون هي وخيولها من يقودون الأرواح في رحلة ما بعد الحياة. وهي راعية الفرسان.
نابيا: إلهة مزدوجة/خنثوية ذكر وأنثى في كيان واحد. أحدهما يمثل السماء العليا والآخر الأرض ومرتبط بالينابيع المقدسة والمياه. تقوم بحماية المجتمع والدفاع عنه أو الصحة والثروة والخصوبة.
تريبارونا: إله ذكوري.
باندوا: إلهة حامية للمجتمع المحلي وترتبط بالفيكسليوم.
باندوا: إله الحرب.

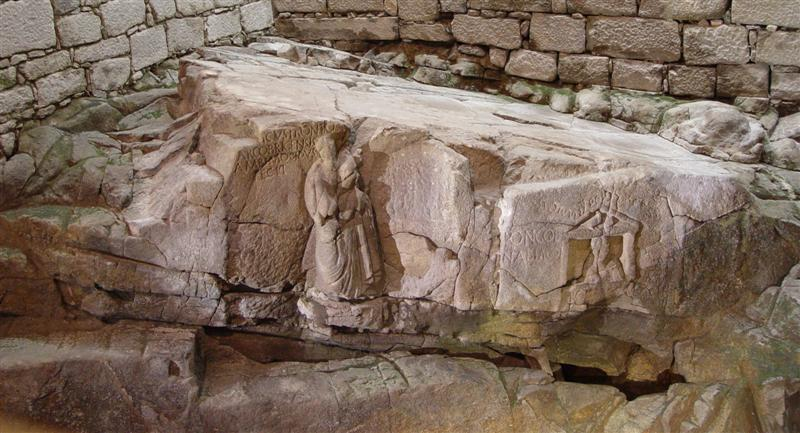
ينبوع الإله، نافورة المعبود، براغا، البرتغال.

بيروبريوس: إله العالم الآخر وما وراءه.
بورمانيكوس [الإنجليزية] أو بورفو: إله الينابيع الساخنة.
نابيا: إلهة المياه والنوافير والأنهار.
ريو: إله سماوي، وكان إلهًا مرتبطًا بالأنهار وأن الاسم مشتق من جذر يعني التدفق أو التيار. ومرتبط بالعدالة والموت.
لوجوس: إلهة مرتبطة بالازدهار والتجارة والمهن الحرفية. ترتبط شخصيتها بالرمح.
كوفنتينا: إلهة الوفرة والخصوبة. ترتبط بقوة مع حوريات الماء.
إندوفيليسوس: إله النبوة والشفاء، يظهر للمؤمنين في الأحلام.

## وصلات خارجية
- Religiões da Lusitânia (in Portuguese)
- Panteão da Lusitânia (in Portuguese)
- Detailed map of the Pre-Roman Peoples of Iberia (around 200 BC)